# Isidro Ferrer
Isidro Ferrer (* 3. März 1963 in Madrid) ist ein spanischer Illustrator und Grafikdesigner, der in Aragonien aufwuchs und ursprünglich eine Ausbildung in Schauspielkunst absolvierte. Bevor er sich der Grafik zuwandte, arbeitete Ferrer als Theaterschauspieler. Zu seinen bedeutenden Auszeichnungen gehören der Premio Nacional de Diseño (2002) und der Premio Nacional de Ilustración (2006).

## Biografie
Isidro Ferrer begann seine Karriere im Bereich der darstellenden Künste und studierte Schauspiel sowie Szenografie. In den 1980er Jahren trat er in verschiedenen Theatergruppen auf. Ein schwerer Unfall führte jedoch zu einem Wendepunkt in seiner Karriere, da eine lange Rehabilitationszeit ihn dazu zwang, sich von der Bühne zurückzuziehen. In dieser Zeit entdeckte er seine Leidenschaft für die visuelle Kommunikation.
Seine ersten Schritte als Illustrator machte er 1988 bei der spanischen Zeitung El Heraldo de Aragón. 1989 zog er nach Barcelona, wo er im Studio des renommierten Grafikdesigners Peret (Pedro Torrens) arbeitete, der entscheidenden Einfluss auf Ferrers Stil hatte. 1991 gründete Ferrer zusammen mit Kollegen das Designstudio Camaleón in Saragossa. Seit 1996 betreibt er sein eigenes Studio in Huesca, wo er für Kunden wie Santillana, Alfaguara und El País tätig ist.
Im Jahr 2000 wurde Ferrer Mitglied der renommierten Alliance Graphique Internationale (AGI), einer weltweiten Vereinigung führender Grafikdesigner. Im selben Jahr wurde sein Werk in der Ausstellung Signos del Siglo gewürdigt. 2002 erhielt er den spanischen Nationalpreis für Design, bei dessen Verleihung er gegen den Irakkrieg protestierte. 2006 wurde ihm der Nationalpreis für die besten Illustrationen für Kinder- und Jugendliteratur für sein Werk Una casa para el abuelo verliehen.
Isidro Ferrers Arbeiten, insbesondere seine Plakatgestaltungen für das Centro Dramático Nacional, wurden international ausgestellt, unter anderem in Ländern wie El Salvador und Peru.

## Auszeichnungen
- Premio del Ministerio de Cultura al libro mejor editado (1993)
- Premio Nacional de Diseño (2002)
- Premio Daniel Gil de edición (2003)
- Premio Nacional a las mejores ilustraciones infantiles y juveniles del Ministerio de Educación y Cultura (2006)
- Premio Junceda Iberia de ilustración de la Asociació Profesional d Il·lustradors de Catalunya, APIC (2006)